# Corstiaan Bos
Corstiaan Andreas Bos (Alphen aan den Rijn, 12 november 1923 - Katwijk, 18 april 2009) was een Nederlands politicus. Hij was lid van de Tweede Kamer en van het Europees Parlement, en burgemeester van Katwijk en Sassenheim.
Bos was tijdens de Tweede Wereldoorlog actief in het verzet. Over zijn activiteiten in deze periode heeft de Historische Vereniging Alphen aan den Rijn een documentaire laten maken getiteld Niet in de banken maar ondergronds.
Bos was lid van de CHU (vanaf 1980 van het CDA), voor welke partij hij van 5 juni 1963 tot 7 december 1972 lid van de Tweede Kamer was. Hij was buitenlandwoordvoerder en hield zich tevens bezig met ontwikkelingssamenwerking, defensie, kiesrecht en Koninkrijkszaken. In 1964 stemden hij en freule Christine Wttewaall van Stoetwegen als enigen van hun fractie, die toen deel uitmaakte van de regeringscoalitie, vóór het (door het kabinet onaanvaardbaar verklaarde) amendement-Scheps, waardoor de Bijlmermeer bij de gemeente Amsterdam zou worden gevoegd. In 1972 werd Bos op de tiende plaats van de CHU-kieslijst voor de Tweede Kamerverkiezingen gezet, maar hij werd niet herkozen.
Bos was lid van het Europees Parlement van 12 maart 1969 tot 6 juni 1973.
In 1975 werd Bos burgemeester van Katwijk, wat hij tot aan zijn pensionering in 1989 is gebleven. Daarna was hij nog van 1 maart 1994 tot 1 januari 1995 waarnemend burgemeester van Sassenheim.
Na zijn pensionering is Bos in Katwijk blijven wonen, waar hij in april 2009 op 85-jarige leeftijd overleed.

## Onderscheiding
- Ridder in de Orde van de Nederlandse Leeuw (27 april 1973)

- Biografisch Portaal: 38568040
- Parlement.com: vg09lkyj4fzz